# 安卓·福乐
安卓·福樂（Andrew Fuller, 1754年2月6日—1815年5月7日），英國浸信會牧師，神學家，及當代宣教運動宣導者。

## 簡介
福樂出生在英國劍橋郡維肯村，後定居於北安普敦郡凱特靈市。福樂曾在兩處教會擔任牧師，分別是索厄姆（1775年─1782年就職）和凱特靈市（1782年─1815年就職）。位於凱特靈市的該教會如今改名為福樂浸信會 （页面存档备份，存于）。1815年5月7日，福樂在凱特靈市逝世。

## 大英浸信會
除去他教牧工作，及其在神學、護教方面的成績，福樂還與大英浸信會宣教會的創建息息相關。作為創始者之一，福樂擔任差會之首任理事，並於1784年起，致力於傳揚福音宣教事工，其中包括：宣傳異文化宣教之必要和緊迫，為差會募款，聯絡在印度的威廉·克理，為宣教事工辯護，招募宣教士等等。在其一篇題為《憑信而行的本性與重要性 （页面存档备份，存于）》（The Nature and Importance of Walking by Faith）的講道中（講於諾丁漢郡浸信會協會，1784年6月2日），福樂特別附錄一篇〈為教會復興而禱告之普遍協作的多重勸說〉（A Few Persuasives to a General Union in Prayer for the Revival of Religion）以間接鼓動當代宣教運動。大英浸信會，全名為「Particular Baptist Society for Propagating the Gospel among the Heathen」，是一群在神學上持喀爾文主義，相信基督之是特定、限定救恩的浸信會牧師、信徒於1792年在一次禱告會中組成的。受福樂的《值得全人類接受的福音》（The Gospel Worthy of All Acceptation）影響，威廉·克理成為差會的第一位宣教士。福樂則為差會在大英本土的工作奔勞。

## 觀點
作為一位護教家，福樂在18世紀末回應並有效地抨擊包括極端喀爾文主義、蘇西尼主義、桑德曼主義、亞米念主義、反律法主義等在內的神學問題。極端喀爾文主義主要否認福音的宣召，即悔改罪、相信基督，是全球性的和普遍性的； 又否認未重生人需要悔改、相信基督的責任。蘇西尼主義否認基督的神性，不承認三位一體的神，因而早在初期教會便被定為異端。桑德曼主義則認為人得救只需在理智上承認福音即可，因而桑德曼主義又被稱為輕信派（easy-believism）。
雖然具有爭議，但福樂並非好戰派。相反的，福樂不只是和志同道合者為友，他和布里斯托尔浸信會學院校長小約翰·瑞蘭（John Ryland）、奧爾尼牧師約翰·瑟柯黎夫（John Sutcliff）、伯明翰牧師塞繆爾·皮爾斯（Samuel Pearce）等人也維持著良好關係，他也和神學論點上抱有異議的人保持基督徒弟兄的關係（例如：他與亞伯拉罕·布斯在極端喀爾文主義上的辯論，和達尼爾·泰勒在救贖論上的爭辯）。
19世紀英國牧師查爾斯·司布真在談到福樂時表示，安卓·福樂是本世紀最重要的神學家。

## 著作
福樂寫了：
- The Gospel worthy of all acceptation, or the Obligations of Men fully to credit and cordially to approve whatever God makes known.
- The Calvinistic and Socinian Systems examined and compared as to their Moral Tendency, 1794, 1796, 1802.
- The Gospel its own Witness, or the Holy Nature and Divine Harmony of the Christian Religion contrasted with the Immorality and Absurdity of Deism, 1799–1800.
- An Apology for the late Christian Missions to India.
- Memoirs of the Rev. 塞繆爾·皮爾斯, A.M., of Birmingham, 1800.
- Expository Discourses on Genesis, 2 vols. 1806.
- Expository Discourses on the Apocalypse, 1815.
- Sermons on Various Subjects, 1814.
- The Backslider, 1801, 1840, 1847. 等。

美南浸信會神學院安卓福樂浸信會研究所正在編輯最新福樂文集（共16冊）。其第一冊在2015年初由德國出版商Walter de Gruyter出版。